# JEOL
JEOL (日本 电子) é uma fabricante notável de microscópios eletrônicos e outros instrumentos científicos. Sua sede está localizada em Tóquio, no Japão, com 25 filiais (em Março de 2007) e duas empresas associadas.A empresa possuí quatro segmentos de negócio. Electron Optics fabrica microscópios eletrônicos de varredura, microscopia eletrônica de transmissão e os microscópios de varredura por sonda, juntamente com equipamentos relacionados. Os produtos da seção de instrumentos analíticos incluem espectrômetros de massa, ressonância magnética nuclear e ressonância paramagnética eletrônica de equipamentos. O segmento de Equipamentos Industriais abrange uma série de equipamentos especialmente voltado para o setor de semicondutores, como fontes de feixe de elétrons, os monitores processo de bolacha, e séries de arma de plasma. Por último, o segmento de Equipamentos Médicos fabrica dispositivos de análise automática, sistemas de diagnóstico clínico e analisadores de aminoácidos.